# نظام الكفالة للعمال الأجانب في الكويت
نظام الكفالة للعمال الأجانب في الكويت ظهر نظام الكفالة في الكويت وبقية دول الخليج العربي مع بدايات ظهور النفط، وهو نظام يضع المكفول تحت مسؤولية الكفيل، وهذا النظام وجد لتأمين استقدام العمالة الوافدة من الخارج، وبموجبه تقيد حرية تنقل المكفول خارج البلد، وحريته في العمل لدى أي جهة أخرى، إلا بموافقة الكفيل، ما يثير انتقادات المنظمات الحقوقية. ففي وقت يرى فيه بعضهم أن النظام جيد لبيئة الأعمال وللحفاظ على حقوق أصحاب الأعمال، وكذلك للحفاظ على حقوق العمال أنفسهم، يرى آخرون فيه تجارة وتحكم في البشر، فنظام الكفالة يتيح للكفيل التحكم في حياة من يكفلهم، فيقرر أجورهم وأماكن عملهم وساعات العمل ومحلات السكن، ويستطيع أيضاً إبعاد أي منهم عن البلاد من دون إبداء الأسباب، كما يستطيع الكفيل منع المكفول من السفر بحجز جواز سفره، وإنهاء عقد العمل ومنع العامل من البحث عن عمل آخر، ما يدفع البعض إلى الهروب من كافليهم، والالتحاق بما تعرف بالعمالة السائبة التي لا كفلاء لها، والتي تشكل بيئة خصبة للجريمة.
في أغسطس 2008 أعلن النائب عبدالله الرومي أنه ذاهب لوضع مشروع قانون لإلغاء نظام "الكفيل" في الكويت وصرح: يجب على الحكومة أن تكون الكفيل الوحيد. لدينا عشرات من العزاب المقيمين في الكويت ويتسبب النظام في عدد متساوي من جرائم "تجارة البشر" القضية التي تلوث سمعة الكويت ". وقد فشل مخطط لتغيير النظام في عام 2011.

## الروابط الخارجية
1. ↑   نسخة محفوظة 13 فبراير 2012 على موقع واي باك مشين. [وصلة مكسورة]
2. ↑  "Contact Support" en. مؤرشف من الأصل في 2016-03-03. اطلع عليه بتاريخ 2020-01-03. {{استشهاد ويب}}: الوسيط غير صالح |script-title=: بادئة مفقودة (مساعدة)
3. ↑  "Qatar to replace sponsorship system for foreign workers with employment contracts". IINA. 16 مايو 2014. مؤرشف من الأصل في 2016-03-05. اطلع عليه بتاريخ 2014-05-16.